# Kolozsvári Tamás

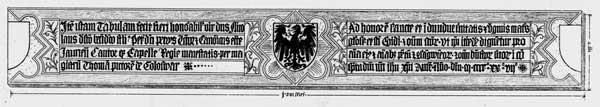
A garamszentbenedeki oltár predellájának felirata

Kolozsvári Tamás a legkorábbi, a 14. század második és a 15. század első felében élt, név szerint ismert magyar festőművész.
A garamszentbenedeki oltárkép régebben ismeretlen alkotójában a kutatás a 15. századi magyar gótikus festészet legjelentősebb mesterét fedezte fel. Az oltárképet tartó polcon (predella) a következő felirat olvasható: „Ezt a táblát a tiszteletreméltó szentbenedeki Petüsfia Miklós úr… készíttette el Kolozsvári Tamás mesterrel, a festővel”. Az oltárkép az esztergomi Keresztény Múzeumban tekinthető meg.

## Élete
Életéről szinte semmit sem tudunk, néhány momentumra csak következtetni lehet. A Kolozsvári testvérekhez hasonlóan ő is Erdélyből származott, annyi bizonyos, hogy nem szász származású volt, mivel önmagát Thomas de Colossvarnak nevezte, nem pedig Kolozsvár német nevét használta. Hajlékony, finom stílusa, könnyed eleganciája, a színek használata arról árulkodik, hogy valószínűleg gyakorlott miniatúrafestő volt. Képeivel nemcsak a nyugat-európai táblaképek mutatnak rokonságot, hanem a gótikus cseh, osztrák és francia könyvillusztrációk is. Gyanítják, hogy a váci ötvösök 1424-es céhkönyvének díszítőmestere ő lehetett.

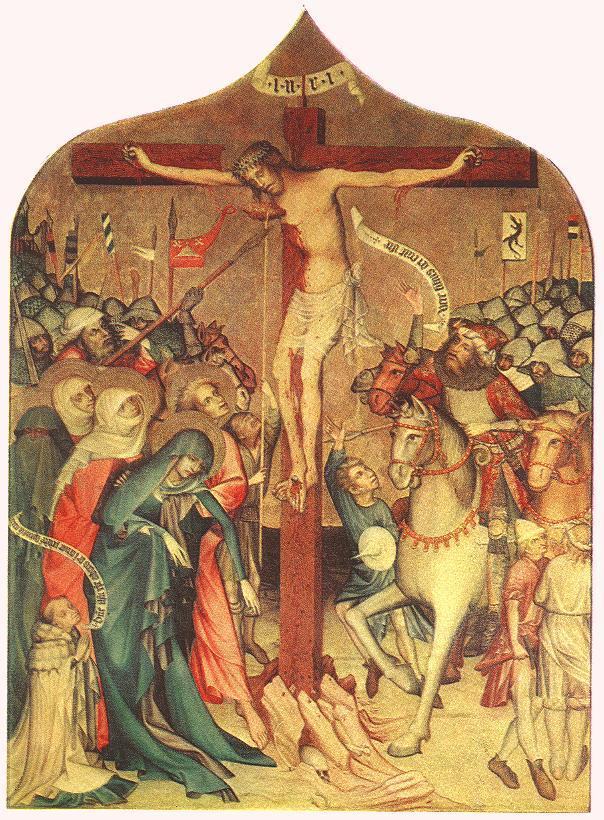
Kálvária, a garamszentbenedeki oltárkép középső képe

A varsói Nemzeti Múzeumban őrzött grudziadzi kétszárnyú festett oltár olyan egyezéseket mutat a garamszentbenedeki oltárral, amelyet csak azonos mesterkéz magyarázhat meg. Luxemburgi Zsigmond utazásainak, tartózkodásainak, politikailag legfontosabb területeinek művészete találkozik Kolozsvári Tamás festészetében, így lehetséges, hogy az uralkodó közvetlen környezetéhez tartozott. A grudziadzi oltár létrejöttét talán Zsigmondnak a Német Lovagrendhez fűződő kapcsolata magyarázza.
Az a tény, hogy a királyi udvarral kapcsolatban álló megrendelő a saját neve után közvetlenül a művész nevét említi, azt jelenti, hogy Kolozsvári Tamás megbecsült, sokat foglalkoztatott festő volt, aki az uralkodótól is kapott megrendelést. Hogy jól ismerte az udvari életet, arról árulkodik a lovagok, nemesek díszes öltözéke és Zsigmond király arcképe.
Egyetlen, név szerint ismert fennmaradt műve elkészítésének idején, 1427-ben már idősebb művész lehetett. Stílusának költőisége a kassai Szent Erzsébet-dóm Feltámadás freskójának hangulatával rokon. Két korszak határán a késő gótika és korai reneszánsz összefonódását valósította meg.
A garamszentbenedeki szárnyasoltár 1870 táján került Simor János érsek magánképtárába, ami az alapja volt az esztergomi Keresztény Múzeumnak. A Kálvária-oltár eredetileg kétszárnyú festett oltár volt, melynek középső képe volt a Kálvária. Krisztus keresztjének jobb oldalán, lovas katonái élén egy római százados áll, akinek arcvonásaiban Luxemburgi Zsigmond arcképére ismertek a kutatók. Bal oldalán a megrendelőt, Petüsfia Miklós győri kanonokot, a királyi kápolna papját festette meg.

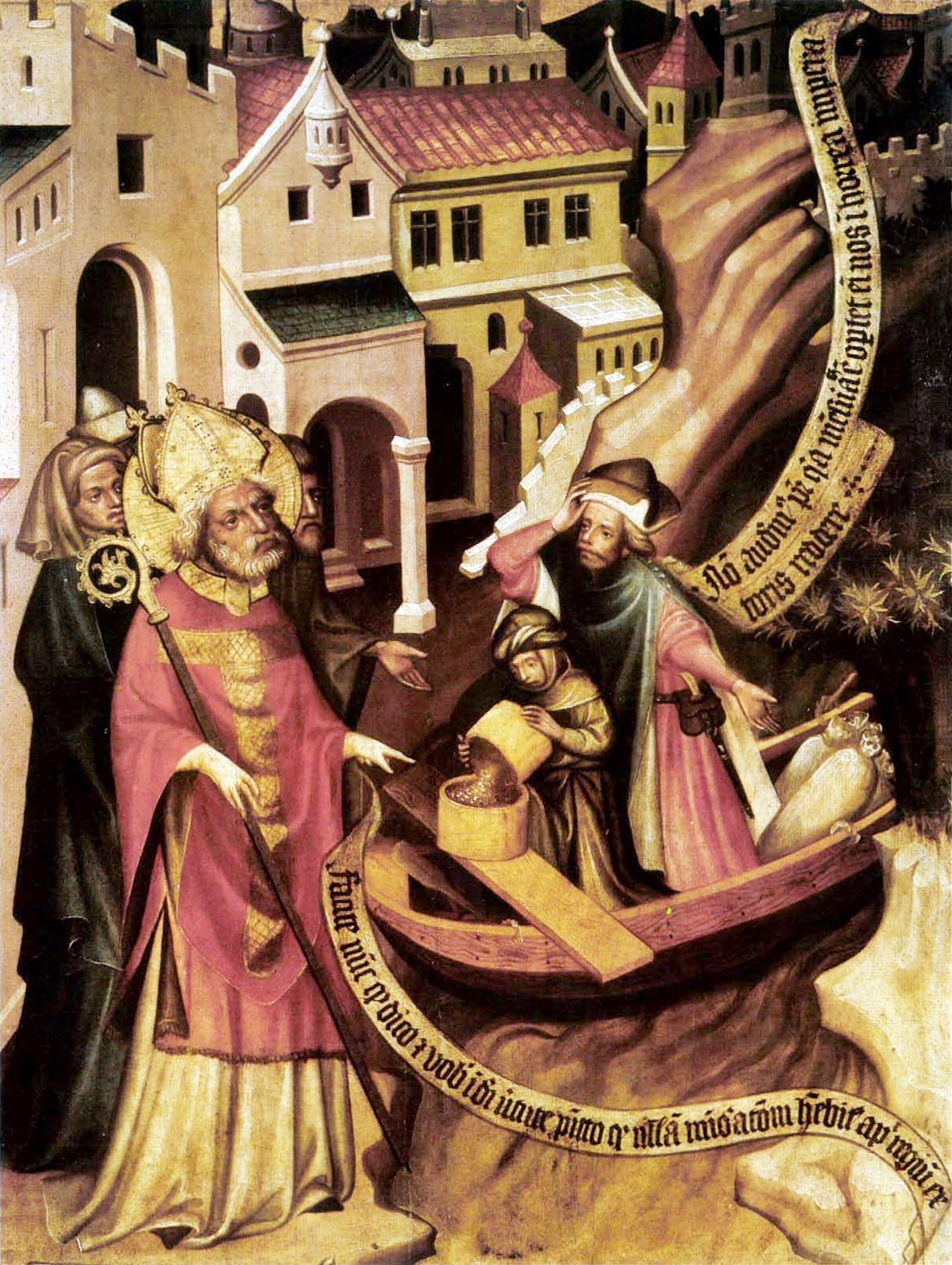
Myrai Szent Miklós gabonacsodája

A mindkét oldalon festett szárnyakat szétfűrészelték, és az így elvékonyodott táblaképeket hátoldalukon merevítették. A szárnyak belső oldalát Krisztus szenvedéseit ábrázoló festményekkel díszítették: Krisztus az Olajfák hegyén, a Keresztvitel, Krisztus feltámadása és a Mennybemenetel. A külső oldalakat a legnépszerűbb középkori legendagyűjtemény, az „Arany Legenda” négy részlete díszíti, egy-egy jelenet a szentek életéből, Szent Benedek, Szent Egyed, Szent Miklós és egy negyedik szent életének egy jelenete. A negyedik táblakép valószínűleg a szétfűrészeléskor megsemmisült, nem maradt róla feljegyzés. A többi képen található utalások szerint talán Szent Kristóf legendáját ábrázolta.